# Madame Bäurin
Madame Bäurin ist ein im Jahr 1993 vom Bayerischen Rundfunk produzierter deutscher Kinofilm nach der Erzählung Madam Bäuerin von Lena Christ aus dem Jahr 1919.

## Handlung
Rosalies Mutter, die verwitwete Rätin Madame Scheuflein, sieht die Zukunft ihrer Tochter in der Ehe mit einem wohlhabenden Assessor. Rosalie lässt die Geldheirat mit einem Skandal platzen. So bleibt Mutter und Tochter nichts anderes übrig, als zusammen mit Tante Agathe zur Sommerfrische aufs Land zu fahren. Die Bauersleute brauchen zwar deren Geld, sind aber nicht gerade begeistert über die verwöhnten und manchmal arroganten Stadtmenschen.
Doch Franz, dem künftigen Erben des Hofes, gefällt Rosalies unbekümmerte und hilfsbereite Art und beide verlieben sich ineinander. Vater Schiermoser gibt seinen Segen dazu, Rosalies Mutter ist außer sich – Stadt- und Landleben prallen aufeinander.

## Rezeption

### Kritiken
Das Lexikon des internationalen Films urteilte, Madame Bäurin sei ein „nur oberflächlich an seinen Personen interessierter Heimatfilm mit soliden darstellerischen Leistungen“ und „nicht mehr als entspannende Unterhaltung.“

### Auszeichnungen
Franz Xaver Bogner gewann mit Madame Bäurin den Bayerischen Fernsehpreis 1993.

## Trivia
Der Film spielt in Glonn, dem Geburtsort der Autorin Lena Christ.